# Pierre Vaneck
Pierre Vaneck (* 15. April 1931 in Provinz Lạng Sơn, Vietnam; † 31. Januar 2010 in Paris) war ein französischer Film- und Theaterschauspieler.

## Leben und Werk
Der Sohn eines belgischen Offiziers verbrachte seine Jugend in Antwerpen und begann nach dem Schulbesuch ein Studium der Medizin in Paris, ehe er sich an der vom Schauspieler René Simon gegründeten privaten Schauspielschule Cours Simon einschrieb.
Als Theaterschauspieler ab 1952 war er bekannt durch seine Darstellungen in Komödien. 1988 wurde er mit dem Molière-Theaterpreis als Bester Nebendarsteller für seine Rolle in Le Secret ausgezeichnet. 1995 wurde er darüber hinaus für den Molière-Theaterpreis als Bester Hauptdarsteller nominiert.
Bei den französischen Fernsehsendern TF1 war er 1992 Darsteller in der Fernsehserie Les Cœurs brûlés und dann bei France 3 2001 auch Darsteller in der Fabien Cosma. Im zweiten Teil der TV-Serie Imperium, Nero – Die dunkle Seite der Macht, spielte er 2005 den Paulus von Tarsus. In deutschen Synchronisationen war Otto Mellies sein deutscher Synchronsprecher.
Zuletzt wurde er 2009 für seine Rolle in Tage oder Stunden (Deux jours à tuer) als Bester Nebendarsteller für den César nominiert.
Pierre Vaneck war der Großvater der französischen Nachwuchsschauspieler Aurélie Vaneck und Thibault Vaneck, die in Plus belle la vie, dem französischen Pendant zur deutschen Lindenstraße, die Rollen von Ninon Chaumette und Nathan Leserman spielten.

## Filmographie (Auswahl)
- 1955: Marianne de ma jeunesse (Marianne meiner Jugend)
- 1956: Die Wölfe (Pardonnez nos offenses)
- 1957: Der Mann, der sterben muß (Celui qui doit mourir)
- 1957: Therese Etienne (Thérèse Étienne)
- 1958: Eine Kugel im Lauf (Une balle dans le canon)
- 1958: Partner des Teufels (La moucharde)
- 1960: Reigen der Liebe (La morte saison des amours)
- 1961: Galante Liebesgeschichten (Les amours célèbres)
- 1961: Sie nannten ihn Rocca (Un nommé La Rocca)
- 1964: Brennt Paris? (Paris brûle-t-il?)
- 1967: Die Unbekannte (L' étrangere)
- 1971: Grenzfälle – Es geschah übermorgen (Aux frontières du possible)
- 1971: Biribi – Hölle unter heißer Sonne (Biribi)
- 1972: Van der Valk und das Mädchen
- 1984: L’Année des méduses
- 1987: Allein gegen die Mafia (La piovra)
- 1995: Othello
- 2005: Kein Himmel über Afrika
- 2006: Science of Sleep – Anleitung zum Träumen (The Science of Sleep)
- 2008: Tage oder Stunden (Deux jours à tuer)